# Yo-Yo Rodríguez
Yo-Yo Rodríguez, también conocida como Slingshot, es una superheroína ficticia que aparece en los cómics estadounidenses publicados por Marvel Comics. Yo-Yo Rodríguez apareció por primera vez en The Mighty Avengers # 13 (julio de 2008) y fue creado por el escritor Brian Michael Bendis y el artista Alex Maleev. Ella tiene una forma de súper velocidad, cuando se usa, regresa automáticamente al lugar donde comenzó. Ella era miembro del equipo de Secret Warriors de Nick Fury. Ella es la hija del supervillano Johnny Horton. 
Yo-Yo Rodríguez es interpretada por Natalia Cordova-Buckley, en la serie de televisión Agents of S.H.I.E.L.D. que se desarrolla en el Marvel Cinematic Universe. En esta versión, ella se reinventa como inhumana.

## Historia de publicación
Yo-Yo Rodriguez apareció por primera vez en The Mighty Avengers # 13 y fue creado por el escritor Brian Michael Bendis y el artista Alex Maleev.

## Historia
Yo-Yo Rodríguez es la hija colombiana del Grifo en Colombia. Es reclutada por Nick Fury para unirse a su grupo de trabajo anti-skrull. Este equipo se conoce como los Secret Warriors.
Sus brazos fueron amputados por Gorgon y temporalmente fue incapaz de permanecer activa con el equipo. Sin embargo, ambos brazos son reemplazados más adelante por prótesis, y vuelve al servicio activo.
Se cree que Slingshot murió en un enfrentamiento con la Brigada de Demolición.

## Poderes y habilidades
Puede correr a una velocidad sobrehumana, y luego regresa de nuevo al punto donde comenzó. Entrenada por Nick Fury en espionaje, combate cuerpo a cuerpo y armas de fuego, su arma principal es un bastón bo.

## En otros medios

### Televisión
La versión de Yo-Yo Rodríguez aparece en la serie de televisión Agents of S.H.I.E.L.D., interpretada por Natalia Cordova-Buckley. Apareció por primera vez en la tercera temporada, en el episodio "Bouncing Back". Elena Rodriguez, apodada como "Yo-Yo", debido a su poder, es una mujer colombiana callejera dada con habilidades inhumanas, es decir, tiene la capacidad de moverse a una super velocidad durante la duración de un latido del corazón antes de volver al punto de partida del cual se inicia. Ella entra primero en contacto con S.H.I.E.L.D. en el episodio "Bouncing Back", cuando investiga el robo de armas de los miembros corruptos de la Policía Nacional de Colombia, dirigidos por Victor Ramon y el Inhumano, Lucio, donde dos de ellos más tarde asesinan a su primo, Francisco. Ella está al lado de Mack, que apoda a "Yo-Yo", y finalmente, está de acuerdo en unirse a los Secret Warriors donde ayuda a luchar contra las fuerzas de Hive. Después de la firma de los Acuerdos de Sokovia, Rodríguez vuelve a su vida con el monitoreo ocasional de S.H.I.E.L.D. Ella regresa al equipo después de encontrarse con los Watchdogs y busca una relación seria con Mack. En el episodio de la quinta temporada, "Todas las comodidades del hogar", los antebrazos de Rodríguez son cortados por el chakram ejercido por la hija del general Hale, Ruby Hale, pero ella sobrevive. Mientras se recuperaba en el episodio "Principia", Daisy le dice a Elena que Leo Fitz está trabajando en algunos reemplazos protésicos para sus brazos perdidos. Después de la misión de obtener algo de Gravitonium del barco Principia, Mack rescató uno de los robots de la General Hale para que Fitz pueda usar sus brazos para que Elena los use. Mientras que los brazos son efectivos, se revela que la velocidad de Yo-Yo hace que se deshabiliten temporalmente debido a los mensajes que se envían entre su cerebro y los brazos que no se mueven lo suficientemente rápido. Llega a la escena de la General Hale y Daisy confrontando a una Ruby infundida de Gravitonium que está perdiendo el control y escuchando las voces de Franklin Hall e Ian Quinn. Enojada con ella, pero también siendo testigo de su sufrimiento, Yo-Yo toma el chakram de Ruby y le corta la garganta para sacarla de su miseria. Ella le aseguró a Daisy que "salvó al mundo". Fitz eventualmente arregla sus brazos para que no funcionen mal cuando usa sus poderes en el momento en que los guerreros Remoran enviados por Qovas atacan el Faro. En la séptima temporada, episodio "The New Deal", Jemma Simmons le da a Yo-Yo un par de nuevos brazos biónicos para que parezcan reales en Nueva York de 1931, donde Yo-Yo, Simmons y Enoch interrogan a un Chronicom disfrazado de oficial de policía al revelar de asesinar a su objetivo llamado Freddy, padre del futuro líder de Hydra, Gideon Malick. En el episodio, "After, Before", Yo-Yo tiene una epifanía cuando se da cuenta de que ha estado reteniendo sus poderes todo el tiempo y después de salvar a su equipo, ya no necesita regresar a su punto de origen. En el último episodio, "What We're Fighting For", Yo-Yo es una de las mejores agentes de S.H.I.E.L.D. que busca un 0-8-4 con Piper y un Davis LMD (hecho por Fitz y Simmons).

### Serie web
Córdova-Buckley vuelve a interpretar su papel en la miniserie web de seis episodios titulada Agents of S.H.I.E.L.D.: Slingshot. La serie muestra a Elena en la búsqueda de su viejo enemigo, Víctor Ramón, quién mató a su primo y que ahora se ha aliado con los Watchdogs.